# Gerharda Hermina Marius
Pour les articles homonymes, voir Marius.
Gerharda Hermina Marius ou Grada Hermina Marius, née le 7 juin 1854 à Hengelo et morte le 8 novembre 1919 à La Haye, est une femme peintre néerlandaise, critique d'art et historienne de l'art hollandaise.

## Biographie
Gerharda Hermina Marius, née le 7 juin 1854, était l'élève de Jan Striening à Deventer et de August Allebé à l'Académie des Beaux-Arts d'Amsterdam. Elle s'établit ensuite, en 1883, à la Haye comme peintre. Elle dessine, crée des aquarelles et des peintures. Les informations connues sur ses travaux résultent en partie des lettres que le peintre Jan Toorop lui adresse.
À partir de 1891, elle commence sa carrière de critique d'art, dans des périodiques, revues et journaux hollandais. Elle commente principalement les travaux des peintres de La Haye, et parfois des événements dans des musées. Pour la publication De Gids, elle commente les travaux de John Ruskin et Vincent van Gogh.
En 1903, elle publie son œuvre la plus importante, sur les peintres hollandais du XIXe siècle (De Hollandsche schilderkunst in de negentiende eeuw). Elle inclut dans les observations de cet ouvrage 16 femmes peintres, dont plusieurs qu'elle connait personnellement et dont elle admire les travaux. L'ouvrage est apprécié par ses contemporains, dont Wilhelm Martin, assistant directeur du Mauritshuis. Deux traductions en sont produites, en allemand (en 1906) et en anglais (en 1908).
Ce livre assure à son autrice des revenus suffisants pour qu'elle arrête de peindre et se consacre à l'écriture. Elle écrit un cahier sur Rembrandt pour enfants en 1905, et un calendrier sur Jan Steen en 1906. Elle se traduit également un ouvrage par Léonce Bénédite, La peinture au XIXième siècle, en néerlandais ; elle en révise un chapitre sur les peintres hollandais. Durant cette période, elle continue d'écrire pour des journaux, et collabore à des monographies avec Wilhelm Martin et Pieter Boele van Hensbroek.
En 1919, son décès interrompt sa révision de son étude de 1903. L'ouvrage révisé est publié à titre posthume, en 1920.

## Publication
- John Ruskin, een inleiding tot zijn werken, 1899.
- De Hollandsche schilderkunst in de negentiende eeuw, 1903.